# Hans Freudenberg (Politiker)
Hans Joachim Freudenberg (* 25. April 1955 in Mannheim) ist ein deutscher Politiker (FDP).

## Leben und Beruf
Nach dem Abitur in Weinheim studierte Hans Freudenberg Rechtswissenschaften in Heidelberg mit Auslandsaufenthalten in Georgetown und Montpellier. Anschließend promovierte Freudenberg bei Peter Ulmer zum Aktienrecht. Daneben betrieb er ein Fernstudium der Wirtschaftswissenschaften. 1988 trat er als Rechtsanwalt einer Sozietät in Weinheim bei. 1990 wurde er Abteilungsleiter im Ministerium für Wirtschaft und Technologie in Sachsen-Anhalt und war dort von 1992 bis 1996 Ministerialdirektor. Von 1998 bis 2006 war er Amtschef der Landesvertretung Baden-Württembergs in Bonn bzw. Berlin. Von 2006 bis 2011 war er Ministerialdirektor im Wirtschaftsministerium Baden-Württemberg. Er war Mitglied des Aufsichtsrates des Zentrums für Europäische Wirtschaftsforschung (ZEW) in Mannheim und Mitglied des Kuratoriums der Metropolregion Rhein-Neckar. Freudenberg ist verheiratet und hat sechs Kinder.

## Politik
Freudenberg trat 1989 in die FDP ein, für die er im gleichen Jahr in den Weinheimer Gemeinderat gewählt wurde. 1990 wurde er Vorsitzender des FDP-Ortsverbands in Weinheim. Von 1996 bis 1998 war er Mitglied des Landtags von Baden-Württemberg, in dem er Vorsitzender des Petitionsausschusses und europapolitischer Sprecher der FDP-Landtagsfraktion war. Am 11. Dezember 1998 legte er sein Mandat bereits vor Ablauf der 12. Wahlperiode nieder. Für ihn rückte Lieselotte Schweikert nach. Freudenberg war seitdem und bis zum Januar 2014 Bezirksvorsitzender der Kurpfalz und Beisitzer im Landesvorstand Baden-Württembergs, bis Dirk Niebel zu seinem Nachfolger gewählt wurde.